# ワイリーエックス
ワイリーエックス（英語：WILEY X）は、アメリカのプロテクティブ・オプティクス社（現:Wiley X, Inc）が1987年に設立したアイウェアのブランド。アメリカ合衆国軍や法執行機関、消防などのファーストレスポンダー及びブルーカラーの作業に従事する人に向けた目の保護を目的としたサングラス及びゴーグルを製造している。現在、同社製品は自衛隊を含む世界各国の政府機関および軍隊で使用されている。
戦場で目を負傷する兵士の保護を目的として、アメリカ陸軍の退役軍人であったマイルズ・フリーマン（Myles Freeman）によってカリフォルニア州、アラメダ郡リバモアで設立された。

## 概要
アメリカ同時多発テロ事件以前の主な軍用サングラスやゴーグルは、太陽光（Sun）、風（Wind）、砂埃（Dust）を防ぐだけのSWDゴーグルであった。そのため、軍事用と謳うもののスポーツ・ゴーグルやスポーツ・サングラス、工業用ゴーグルとして一般向けに販売されている製品をリファインしただけであった。
これに対しワイリーエックスの製品は、開発段階から軍や法執行機関向けに爆風や爆片、散弾などから目を保護することを考慮した個人防護用具（PPE）として、米国国家規格協会（ANSI Z87.1）およびMIL規格（MIL-PRF-32432）に準拠するミリタリー・コンバット・アイ・プロテクション（MCEP）ゴーグルやシューティング・グラスを製造しており、保護メガネにおけるパイオニアとなる。
また、OEM製品にも力を入れており、アメリカのオートバイ製造会社ハーレーダビッドソン向けの製品や、タクティカル用品メーカー「5.11 Tactical」向けのタクティカル・アイウェア、世界最大のスーパーマーケットチェーンであるウォルマート向けのDVXセーフティグラスなども製造している。このようなことからANSI Z87.1準拠品を製造するアメリカ合衆国のサングラス製造会社の中では圧倒的なブランド力と生産数を誇っている。